# 夏時 (天順進士)
夏時（1427年—？），字用寅，直隸太倉衛人，明朝政治人物。進士出身。

## 生平
應天府鄉試第六十九名。天順八年（1464年）甲申科會試第二百二十九名，殿試登進士第三甲第一百二十九名。

## 家族
曾祖夏世隆。祖父夏道昌。父亲夏德富。